# Eumaeus atala
Eumaeus atala (лат.) — вид бабочек из рода Eumaeus семейства голубянок. Обитает во Флориде (США), Багамских островах и на Кубе. Самцы бархатисто-чёрные с металлическим зелёным оттенком на переднем крыле. Вдоль заднего крыла распространены пятна. Самки чёрные с металлическим синим на переднем крыле и с пятнами на нижнем крыле. Брюшко ярко-красное, хвостиков нет.

## Таксономия и этимология
E. atala был описан как вид Фелипе Пои в 1832 году. Родовое название Eumaeus происходит из греческой мифологии, и основано на имени персонажа Евмея. Евмей был пастухом свиней и другом Одиссея, героя Троянской войны в «Илиаде» и «Одиссее» Гомера. Видовой эпитет atala происходит от Аталы, индийской принцессы из романа Шатобриана «Атала, или Любовь двух дикарей в пустыне».

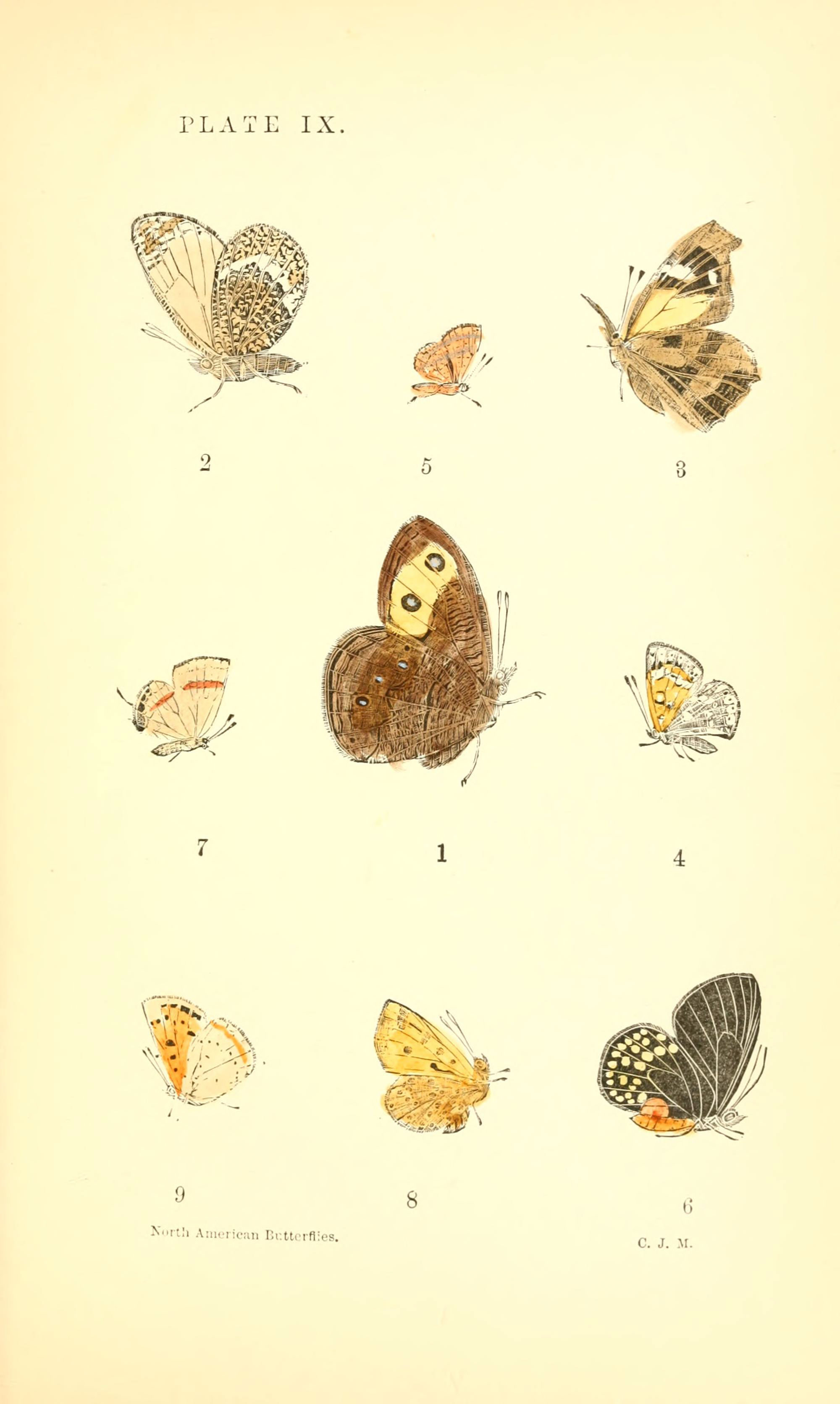
Иллюстрация из книги A manual of North American butterflies

## Описание
Длина переднего крыла взрослой E. atala колеблется от менее 2 см до 2,5—2,7 см, что обусловлено как сезонными, так и генетическими факторами; размер взрослой особи частично определяется качеством и доступностью растения-хозяина, которое поедают гусеницы. Наружная поверхность сложенных крыльев как самцов, так и самок насыщенно-чёрная, окаймлённая по краям тремя изогнутыми рядами ультрамариновых пятен. Две функции, предполагаемые для окраски — это защита и распознавание партнера. Пятна на E. atala немного различаются по размеру и форме у разных особей. Ультрамариновый цвет также окружает глаза, а также может быть обнаружен на ногах и тораксе.
Нижняя сторона заднего крыла также имеет большое ярко-красное пятно в своей середине, а брюшко красно-оранжевое. У самцов E. atala верхняя сторона раскрытых крыльев покрыта переливчатыми синими или бирюзово-зелёными чешуйками, которые покрывают большую часть переднего крыла и часть нижней части заднего крыла. Цвет частично определяется генетически, а также связан с сезонной влажностью, продолжительностью светового дня и температурой; синие чешуйки чаще встречаются в тёплые летние месяцы, а зелёные чешуйки более заметны в более прохладные зимние месяцы. Самцы обычно немного меньше самок. Самки имеют переливчатый ярко-синий цвет на части верхней поверхности передних крыльев.

### Яйца
Яйца кремового цвета откладываются группами до 60 и более штук, обычно на кончиках новых листьев растений-хозяев. Размер яиц в среднем от 1 до 1,25 мм. Самки часто покрывают яйца яркими красно-оранжевыми чешуйками, в форме шипов. Яйцам требуется 2 недели чтобы появились гусеницы.
Согласно Ротшильду (Rothschild, 1992), чешуйки подают предупреждающий сигнал потенциальным хищникам. E. atala хранят большую часть своего циказина (метилазоксиметанол глюкозида) — защитного химического соединения, выделенного из растения-хозяина для гусениц, в своих крыльях, но также значительное количество содержится в яйцах.
Яйца приклеены к поверхности растения-хозяина белками, выделяемыми самкой, и прозрачны на нижней стороне, что позволяет увидеть развивающихся гусениц. В конце зимы, когда на растениях меньше новых побегов, самки иногда откладывают яйца на шишки замий.

### Гусеницы
Только что вылупившиеся гусеницы E. atala маленькие (от 0,5 до 1 мм), бледные и телесного цвета, но в течение дня или двух развиваются в ярко-красных гусениц с двумя рядами лимонно-жёлтых пятен на спине. Ярко-красная окраска с жёлтыми пятнами сохраняется на протяжении всего личиночного развития. Яркая апосематическая окраска является предупреждением о том, что они токсичны для потенциальных хищников. Взрослые гусеницы имеют длину примерно 2,5 см.

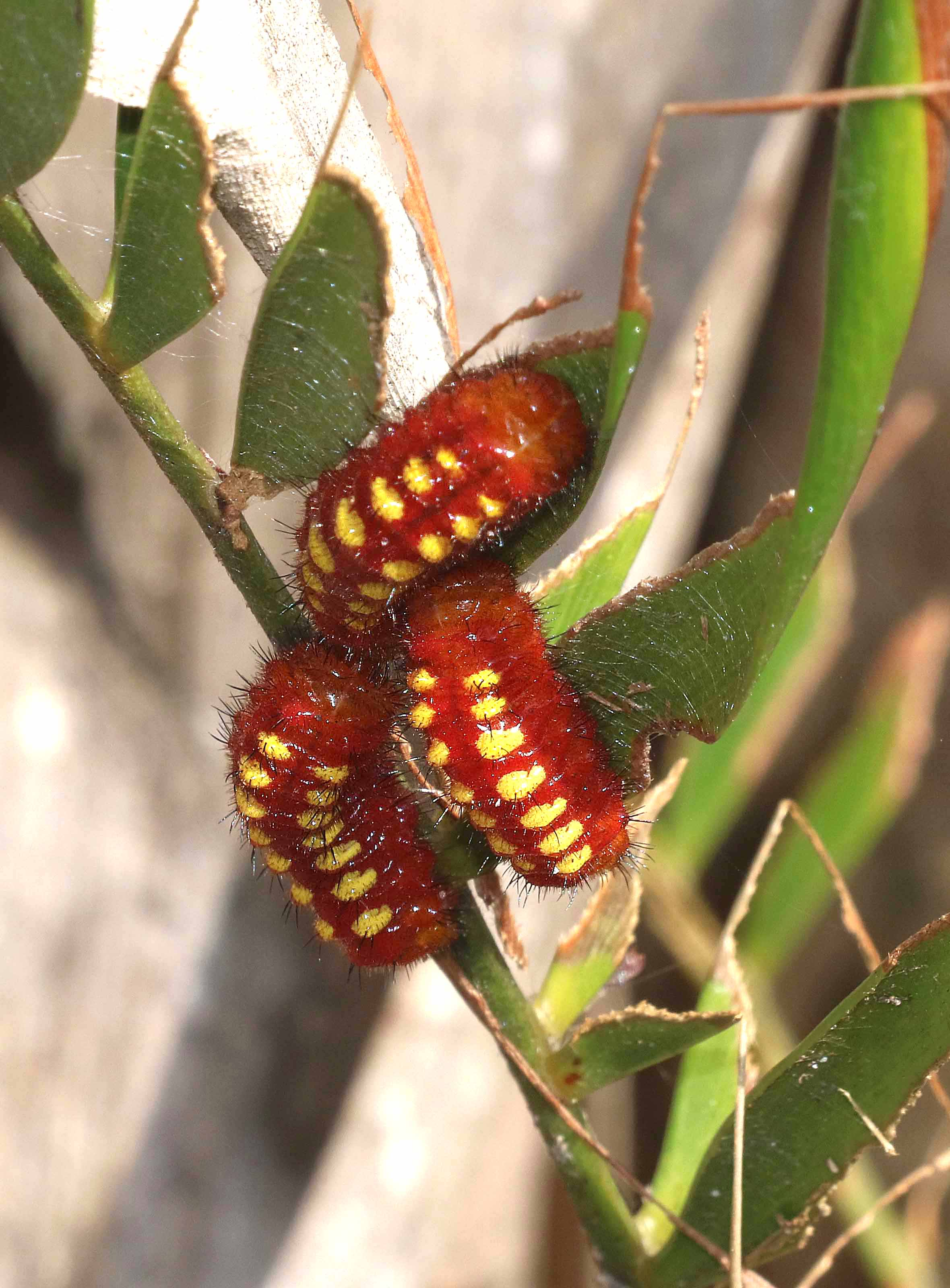
Скопление гусениц E. atala

### Куколки

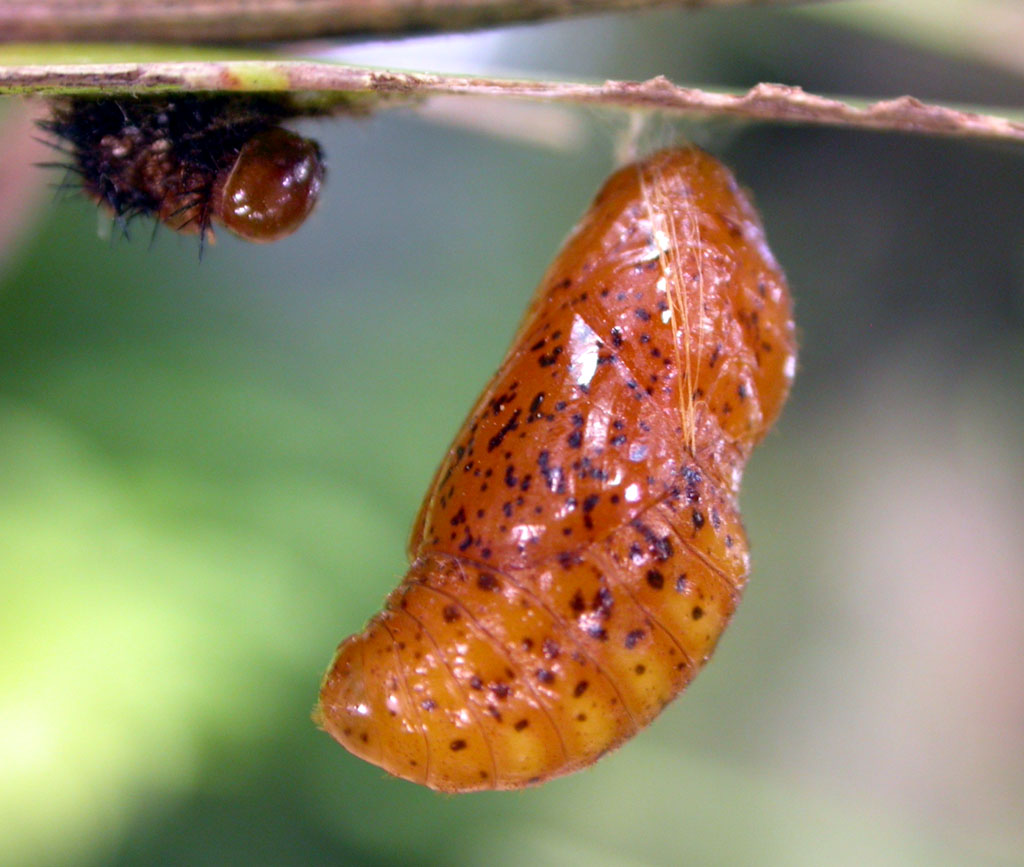
Куколка и кожа гусеницы

Предкуколки начинают менять цвет на концах тела. Куколки тёплого сезона имеют золотисто-коричневый цвет с чёрными пятнами; куколки прохладного сезона более тёмно-коричневые с чёрными пятнами. Куколки поддерживаются очень тонким шёлковым поясом вокруг груди (шёлк также используется E. atala вместо кремастера. Кутикула часто покрыта горькими на вкус каплями неизвестного происхождения. Нэш (Nash et al., 1992) описал капли как «горькие» пирролизидиновые алкалоиды из съеденного будучи гусеницей растения-хозяина и, вероятно, использующиеся куколкой в защитной роли.

## Распространение
E. atala встречается в природе в округах США Палм-Бич, Брауард и Майами-Дейд на юго-востоке Флориды, хотя некоторые эфемерные (короткоживущие) колонии оказались в округах Мартин, Монро и Коллиер. Бабочка также встречается на Багамах (по крайней мере, на Большом Багаме, Большом Абако и Андрос), Теркс и Кайкос, Каймановых островах и на Кубе, в районах, где встречается растение-хозяин. Смит (Smith et al., 1994) сообщил, что E. atala широко распространена на Кубе, включая остров Хувентуд, но большинство зарегистрированных случаев относятся к району Гаваны.

## Жизненный цикл
E. atala является мультивольтинной (с круглогодичным размножением), и разные колонии могут временно вымирать, в то время как другие растут. Как правило, численность особей снижается в марте и декабре и увеличивается в июне и январе.

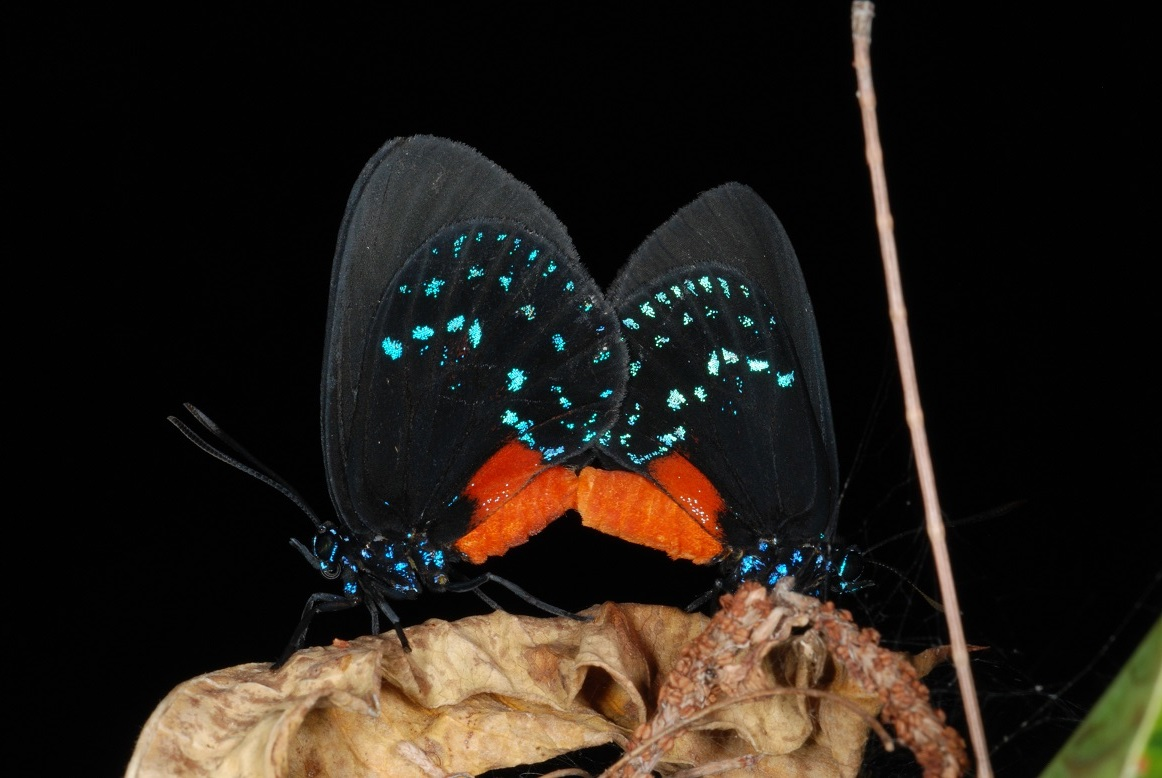
Спаривающиеся E. atala

И самцы, и самки ведут относительно малоподвижный образ жизни, если доступны источники нектара и растения-хозяева. Взрослые особи имеют медленный характер полета, хотя самцы, в частности, могут летать очень быстро, устраивая воздушные шоу, чтобы привлечь самок и бросить вызов соперникам-самцам.
Взрослые E. atala могут жить в дикой природе до трёх недель и более; было показано, что они живут от двух до почти трех месяцев в колониях с идеальным нектаром и ресурсами растений-хозяев.
Самцы часто садятся на верхнюю сторону листьев, чтобы осмотреть окрестности в поисках самок или самцов-конкурентов, в то время как самки часто висят вверх ногами под листьями. У самцов есть щетинки на конце брюшка. Они ухаживают за самками, зависая перед ними и размахивая щетинками — предположительно передавая феромон ухаживания от щетинок к усикам самок. Шнайдер (Schneider et al., 2002) предположил, что хорошо заметные жёлтые щетинки могут также служить оптическим или даже механическим сигналом ухаживания.
Самки E. atala не агрессивны по отношению к другим самкам, часто откладывая яйца бок о бок на растение-хозяин. К взрослым легко приблизиться, и они спокойно сидят. Взрослые особи наиболее активны ранним утром и ближе к вечеру. E. atala обоих полов спариваются несколько раз, и из-за увеличенной продолжительности жизни также может происходить спаривание между поколениями. Такое поведение способствует большему генетическому разнообразию, что помогает объяснить, почему некоторые изолированные колонии могут годами сохраняться в фрагментированных средах обитания.

### Жизненный цикл гусениц
Только что вылупившиеся гусеницы в течение первых нескольких дней жизни выстраиваются бок о бок и скелетируют жёсткую кутикулу листьев. Они живут вместе до четвёртого или пятого возраста.
Гусеницы имеют от трёх до пяти возрастов. Цвет разных возрастов не меняется, как у некоторых других видов бабочек. Гусеницы необычны своей способностью окукливаться уже на третьем возрасте, если условия окружающей среды неблагоприятны, в результате чего взрослые особи меньше среднего размера. Гусеницы могут выживать на женских шишках Zamia integrifolia, а также на шишках других видов саговников.
Гусеницы начинают искать место для окукливания примерно на десятый день последней возрастной стадии, и, если они разошлись, чтобы поесть, обычно перегруппировываются и массово перемещаются в выбранное место. Гусеницы обычно перемещаются к месту окукливания поздним вечером и могут уползти на значительное расстояние. Гусеницы выпускают шелк, который прикрепляет их к основанию места окукливания и друг к другу. Это дополнительное соединение может действовать как защита от смещения при сильном ветре или тропическом шторме.

### Жизненный цикл куколок
Куколки часто образуют большие, обширные шёлковые маты, когда собираются вместе в виде гусениц для окукливания в группы, обычно на растении-хозяине или поблизости. Большинство куколок находятся близко к земле, но некоторые из них наблюдались выше уровня глаз на деревьях. Гусеницы поздних возрастов разных поколений часто собираются для окукливания в одних и тех же местах, что предполагает возможность феромона агрегации.

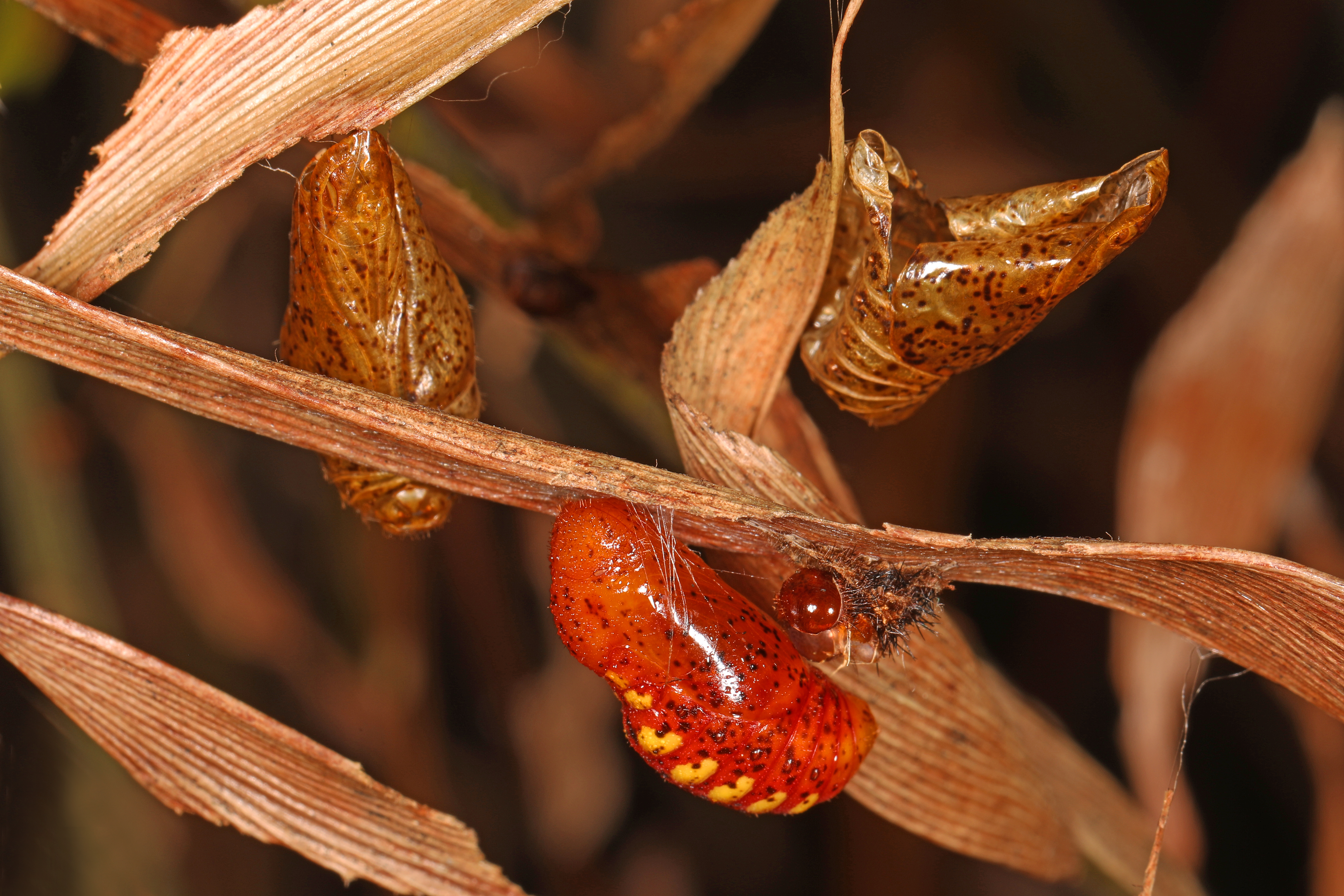
Группа куколок

Куколки многих видов голубянок стрекочат, но функция стрекотания до конца не изучена. Предлагаемые функции включают использование стрекотания в качестве средства отпугивания хищников, защиту от паразитоидов, сигнал, указывающий на неминуемую изоляцию от сородичей, связь с муравьями-симбионтами для тех видов, которые связаны с муравьями, и сообщение о формировании скоплений. Известно, что куколки E. atala стрекочат, но частота и диапазон неизвестны. Звук, издаваемый десятидневными куколками, не слышен человеческому уху. Звуков от более молодых куколок и гусениц при различных экспериментальных манипуляциях в звуковой камере не обнаружено.

## Биология
Обитают в открытых опушках и сады с декоративными саговниками. Больше всего активны ранним утром и поздним вечером.

## Кормовые растения

### Гусениц

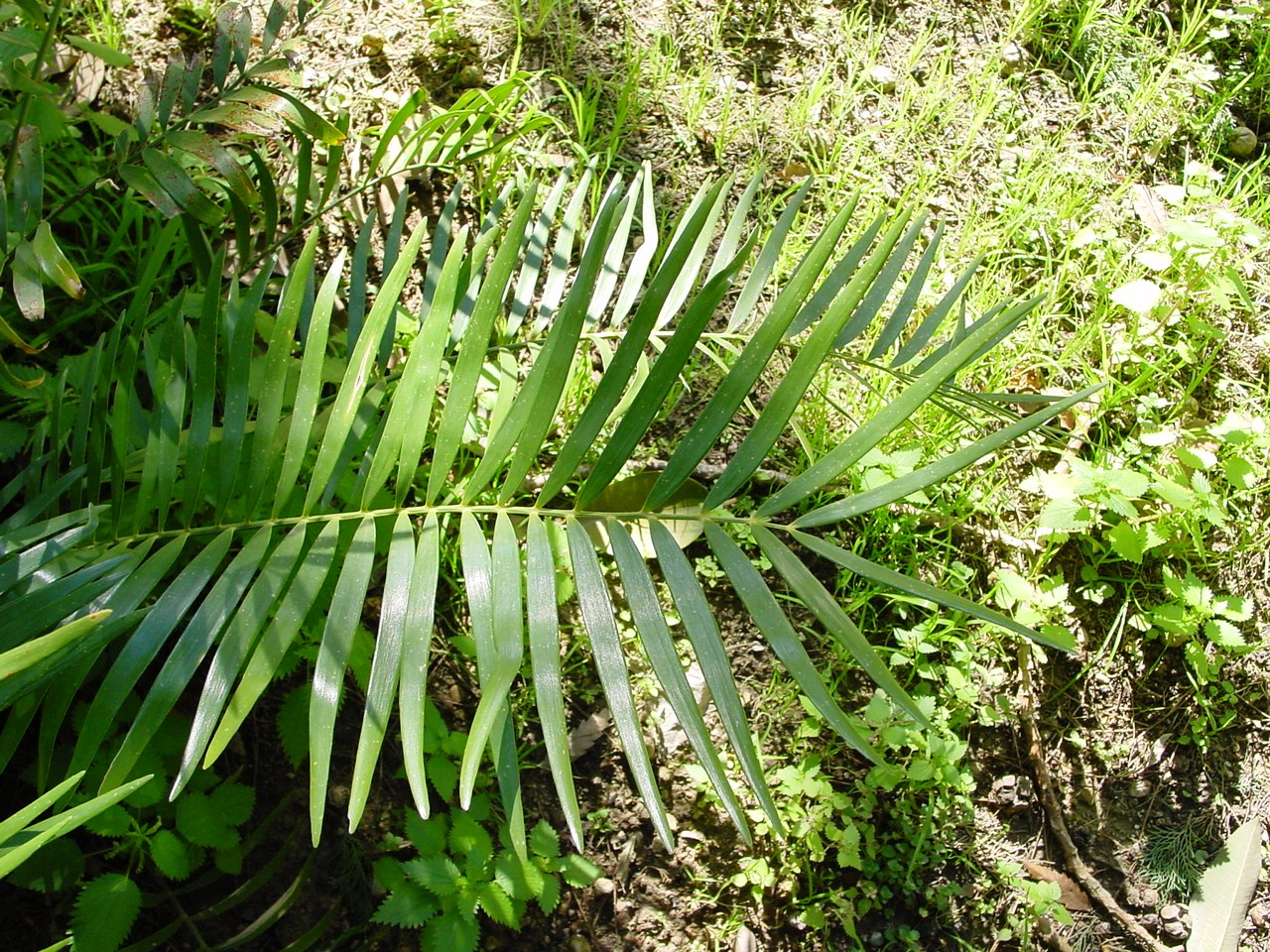
Zamia integrifolia — кормовое растение гусениц

Гусеницы питаются саговником Zamia integrifolia — единственным коренным саговником на территории Северной Америки. В естественных условиях, таких как сосновые скалы на юге Флориды, Zamia integrifolia растут постоянно расширяющимися группами рядом друг с другом и, как правило, небольшими из-за известнякового субстрата и недостатка питательных веществ. Эта привычка роста приносит пользу взрослым особям и гусеницам, потому что самкам не нужно далеко лететь, чтобы найти растение-хозяина, а гусеницам не нужно далеко уходить в поисках новой листвы.
У Zamia integrifolia имеются мутуалистические отношения с E. atala. В обмен на листья, дающие пищу гусеницам, обильные экскременты гусениц служат удобрением для растений и обогащают бедную питательными веществами почву сосновых скал.
За последние восемьдесят лет в тропических садах на юго-востоке Флориды в качестве декоративных растений было посажено более тридцати видов экзотических саговников, и самки Eumaeus atala откладывают яйца на всех из них. Саговники считаются находящимися под угрозой исчезновения во всем мире, и все они содержат токсины, состоящие из одних и тех же основных химических веществ в разных пропорциях, включая азоксиглюкозиды, макрозамин, циказин и другие токсины. Гусеницы E. atala развиваются на всех саговниках, но могут не так хорошо размножаться на некоторых экзотических видах, как на местных саговниках. Основным токсином в Zamia integrifolia является циказин, который в значительной степени сконцентрирован в молодых растениях, которые предпочитают гусеницы E. atala.
E. atala изолируют химические вещества (в частности, циказин) в своих тканях, и токсины передаются куколкам, взрослым особям и яйцам следующего поколения, чтобы защитить их от потенциальных хищников. Бауэрс и Ларин (Bowers & Larin, 1989) заявили, что как и гусеницы, так и взрослые E. atala отпугивают муравьев-древоточцев Camponotus atriceps. Сперматофоры также содержат циказин и могут служить подарком от самцов, когда они передаются самке во время совокупления.
Яркие цвета гусениц, куколок и взрослых особей демонстрируют прекрасный пример апосематической окраски. Как и у других химически защищённых животных, яркие цвета рекламируют токсичность, а агрегационное поведение гусениц, куколок и взрослых особей усиливает это сообщение. Хищник может попытаться съесть одно из насекомых, но редко пытается сделать это во второй раз (если он выживет с первой попытки).
Большие скопления гусениц способны полностью лишать листьев взрослое растение, хотя здоровое укоренившееся растение обычно восстанавливается в течение вегетационного периода. Исчезновение листьев у растений может быть экономической проблемой, если растения используются в декоративных садах, коммерческих питомниках или в качестве растений для ландшафтного дизайна, особенно если это редкие и экзотические виды саговников.

### Взрослых особей
В качестве источников нектара используются различные цветы. Поскольку E. atala имеют короткий хоботок, им нужны цветы с короткими венчиками, хотя было замечено, что они забираются головой вперед на большие глубокие цветы. Вероятно, что растения с белыми цветками привлекают их больше, чем другие цвета, и все соцветия пальм особенно привлекательны. Источниками нектара являются такие растения, как Psychotria nervosa, Stachytarpheta jamaicensis, Callicarpa americana, Randia aculeata и сорняки, такие как Bidens alba. Также используются распространенные цветущие деревья в южной Флориде, такие как Ilex cassine, Aloysia virgata, виды рода Питецеллобиум, Citharexylum spinosum и Duranta erecta.

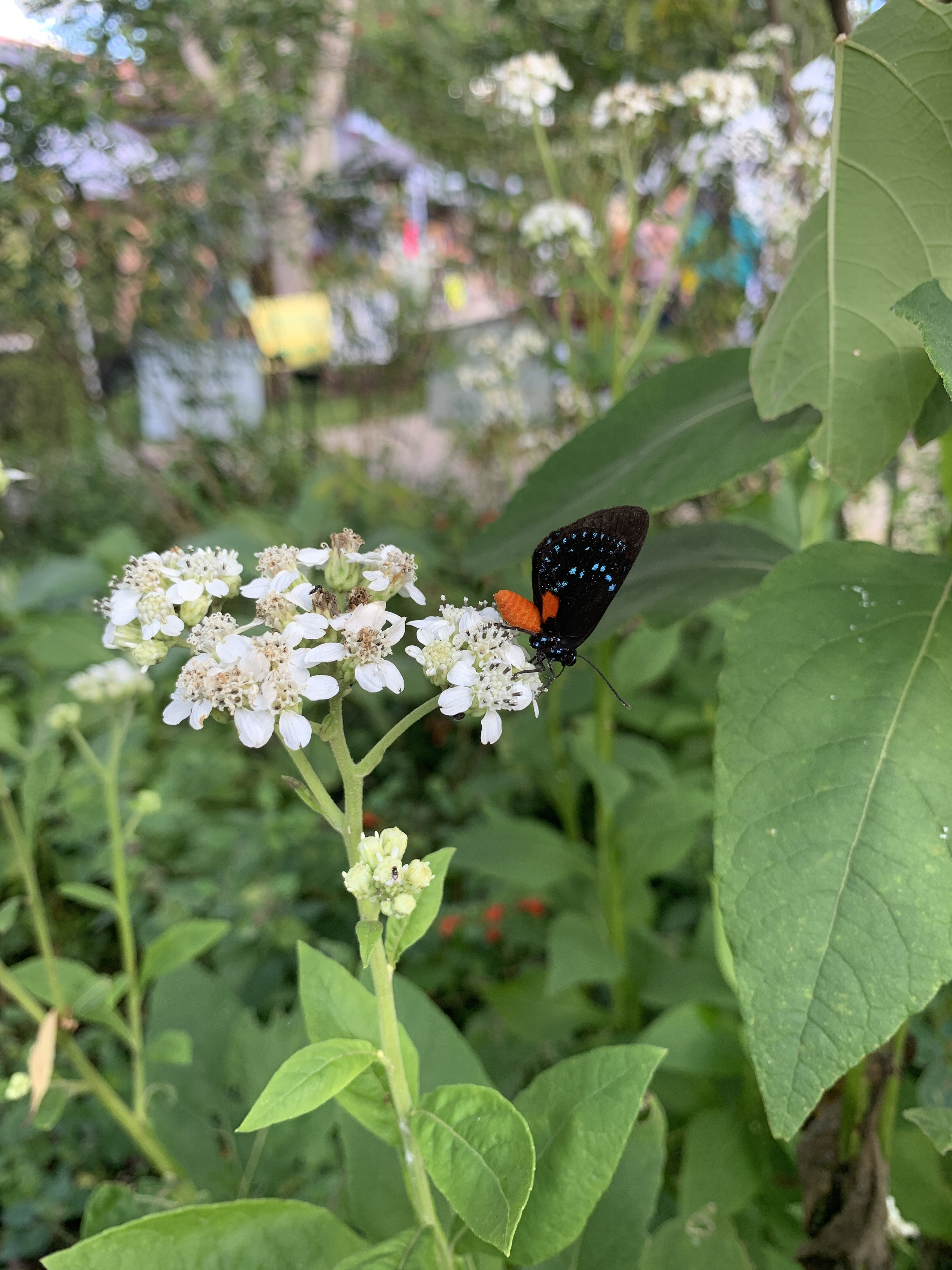
E. atala сидит на Verbesina virginica

## Враги, болезни и отклонения

### Хищники
Задокументировано несколько хищников, нападающих на E. atala, среди которых есть ряд неместных и экзотических муравьев, в том числе фараонов муравей, кампонотусы, африканский большеголовый муравей и красный огненный муравей, способные избежать защитных чешуек и которые были замечены в поедании яиц. Известно, что Pseudomyrmex gracilis нападает на гусениц E. atala. Муравьи могут предпочтительно атаковать только что вылупившихся гусениц, которые ещё не употребили достаточно циказина из растений-хозяев, чтобы быть химически защищенными.
Хищнецы нападают на гусениц E. atala и, по-видимому, способны переносить или детоксицировать защитные химические вещества. Были неподтвержденные сообщения о нападении скворцов, павлинов и других неместных птиц на гусениц, но неизвестно, пережили ли птицы свою трапезу.
Во многих отчётах указывается, что как местные, так и неместные анолисы, килеватая масковая игуана (подвид armouri), кубинская квакша и мексиканский полосатый василиск нападают на гусениц E. atala, а также на уязвимых взрослых особей. Было замечено, что настоящие осы нападают на взрослых особей.
В дополнение к хищничеству со стороны других видов, гусеницы E. atala могут быть каннибалами в отношении гусениц и куколок своего вида в выводке, особенно в неволе. Влияние каннибализма неполовозрелых особей на дикие популяции бабочки неизвестно. Каннибализм не редкость среди насекомых и особенно распространен среди гусениц голубянок. Каннибализм может быть более распространен в районах с ограниченными ресурсами (недостаточное количество или качество растений-хозяев), неблагоприятными условиями окружающей среды (такими как засуха, рост грибов, изменение продолжительности светового дня или температуры) или большим количеством особей.

### Болезни
Как и другие чешуекрылые, E. atala восприимчивы к различным патогенам на протяжении всего своего развития. Вирусные инфекции иногда возникают в лабораторных колониях и в природе. В лабораторных колониях вирусы чрезвычайно заразны, и необходимо соблюдать осторожность, чтобы изолировать здоровых гусениц от больных и их заражённой пищи, фекалий и контейнеров для выращивания.

### Отклонения
Аномалии развития, аномальная линька между возрастными стадиями и неспособность взрослой особи успешно выйти из куколки могут возникать по разным причинам и особенно распространены в лабораторных колониях. Часто невозможно определить причину отклонения.

## Охранный статус и угрозы
Организация по охране природы The Nature Conservancy рассматривает Eumaeus atala в статусе G4. Численность особей оценивается от 10000 до 1000000. Из-за снижения численности и распространения растения-хозяина, вызванного чрезмерным сбором корней растений для производства крахмала поселенцами, E. atala считалась вымершей с 1937 по 1959 год. В 1965 была известна её единственная популяция. Но благодаря усилиям защитников природы и быстрому росту кормовых растений гусениц, E. atala смогла восстановить свою численность.

### Угроза пожаров
Пожар (как естественный, так и искусственный) может повлиять как на популяции E. atala, так и на их кормовое растение. Шварц (Schwartz, 1888) также упомянул, что «неисчислимые тысячи E. atala уничтожены пожарами, которые часто охватывают сосновые леса».